# 维利耶
维利耶（法語：Villiers，法語發音：[vilje]）是法国新阿基坦大区维埃纳省的一个市镇，属于普瓦捷区。

## 地理
维利耶（46°40'30"N, 0°10'26"E）面积10.87 平方千米，位于法国新阿基坦大区维埃纳省，该省份为法国中西部省份，北起曼恩-卢瓦尔省和安德尔-卢瓦尔省，西接德塞夫勒省，南至夏朗德省，东南接上维埃纳省，东临安德尔省。
与维利耶接壤的市镇（或旧市镇、城区）包括：弗罗兹、武耶、伊韦尔赛、尚皮尼昂罗什罗。

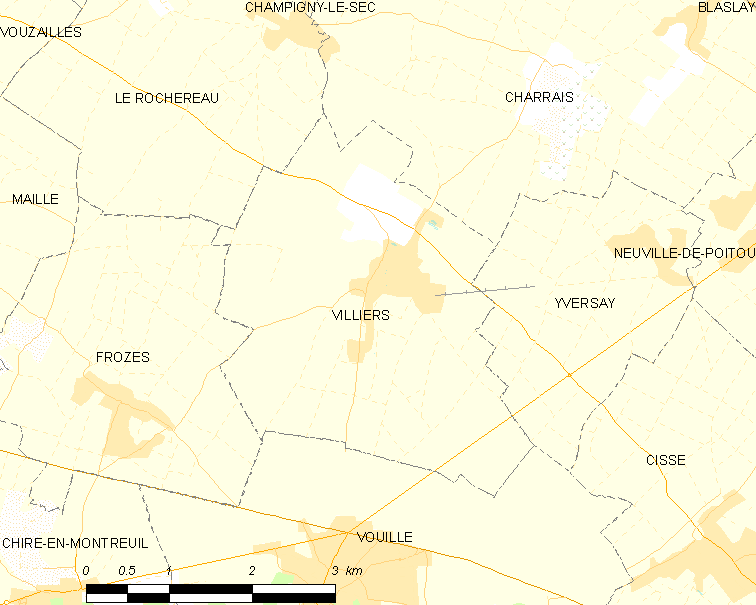
维利耶的OSM定位图

维利耶的时区为UTC+01:00、UTC+02:00（夏令时）。

## 行政
维利耶的邮政编码为86190，INSEE市镇编码为86292。

## 政治
维利耶所属的省级选区为米涅-欧桑斯县。

## 人口

1962-2008年间维利耶人口变化图示

维利耶于2022年1月1日时的人口数量为955人。